# Frontière entre Chypre et Israël
La frontière entre Chypre et Israël est un tracé délimitant les zones économiques exclusives respectives d'Israël et de Chypre.

## Historique
Ce tracé a fait l'objet d'un accord entre les deux pays, qui a été signé le 17 décembre 2010. Il s'agit du deuxième accord signé par Israël au sujet de ses frontières maritimes, après celui concernant la frontière avec la Jordanie, en 1994. L'accord a été signé dans un contexte d'expansion de la prospection gazière en Méditerranée orientale ; de part et d'autre de la frontière se situent notamment les champs gaziers Aphrodite (côté chypriote) et Leviathan (côté israélien).
Le Liban considère cet accord comme une violation de ses droits souverains et économiques, et a adressé une lettre à ce sujet au Secrétaire général des Nations unies.

## Caractéristiques
Les espaces maritimes de chacun des deux pays sont délimités par les arcs de loxodromie joignant les points dont les coordonnées géographiques sont les suivantes (dans le système géodésique :
- CI1 : 33° 38′ 40″ N, 33° 53′ 40″ O, tripoint contestable avec le Liban
- CI2 : 33° 37′ 24″ N, 33° 52′ 06″ O
- CI3 : 33° 32′ 59″ N, 33° 46′ 42″ O
- CI4 : 33° 30′ 00″ N, 33° 43′ 05″ O
- CI5 : 33° 24′ 27″ N, 33° 36′ 15″ O
- CI6 : 33° 16′ 56″ N, 33° 27′ 02″ O
- CI7 : 33° 09′ 25″ N, 33° 17′ 50″ O
- CI8 : 33° 03′ 22″ N, 33° 10′ 28″ O
- CI9 : 32° 59′ 37″ N, 33° 05′ 56″ O
- CI10 : 32° 56′ 03″ N, 33° 01′ 36″ O
- CI11 : 32° 54′ 35″ N, 32° 59′ 50″ O
- CI12 : 32° 53′ 20″ N, 32° 58′ 20″ O, tripoint officiel avec Egypte